# Темедеу-Мік
Темедеу-Мік (рум. Tămădău Mic) — село у повіті Келераш в Румунії. Входить до складу комуни Темедеу-Маре.
Село розташоване на відстані 37 км на схід від Бухареста, 66 км на північний захід від Келераші.

## Населення
За даними перепису населення 2002 року у селі проживали 143 особи, з них 139 осіб (97,2%) румунів. Усі жителі села рідною мовою назвали румунську.